# Килель, Кэролайн
Кэролайн Чептануи Килель (англ. Caroline Cheptanui Kilel) — кенийская легкоатлетка, бегунья на длинные дистанции. Чемпионка мира по полумарафону 2009 года в командном зачёте. Двукратная победительница Тайбэйского марафона. Победительница 15-километрвого Монтферландского пробега 2009 года. Победительница Франкфуртского марафона 2010 года. В 2011 году выиграла Бостонский марафон с результатом 2:22.36 и заняла 6-е место на Нью-Йоркском марафоне. В этом же году финишировала на 3-м месте на Португальском полумарафоне с результатом 1:10.03.
В мировой серии World Marathon Majors входит в десятку сильнейших в мире. В сезоне 2010/2011 — 5-е место.
27 октября 2013 года стала победительницей Франкфуртского марафона с результатом 2:22.34.

## Сезон 2014 года
14 февраля заняла 10-е место на Рас-эль-Хаймском полумарафоне — 1:10.33. 16 марта заняла 5-е место на Нью-Йоркском полумарафоне — 1:10.00.
2 ноября заняла 2-е место на Шанхайском марафоне — 2:25.22.